# Sarcomastigophora

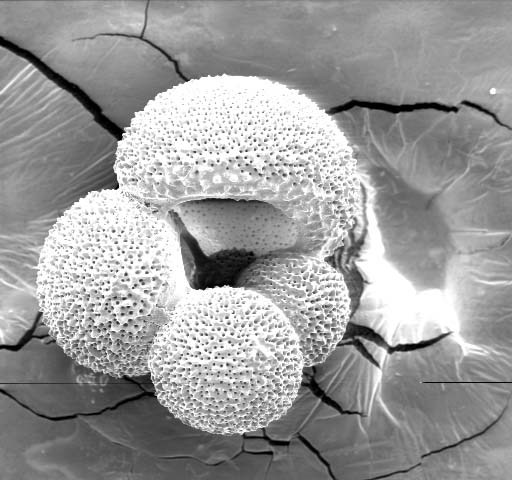
Globigerina bulloides

I Sarcomastigophora Honigberg & Balamuth, 1963 sono un phylum del regno protista.
Vi rientrano specie (ad esempio quelle appartenenti ai generi Volvox ed Euglena, del sub-phylum Mastigophora), dotate di flagelli o pseudopodi, ed altre quali Foraminiferi e Radiolari (sub-phylum Sarcodina), dotate anche di scheletri sviluppati e differenziati. Nei Sarcomastigophora distinguiamo: i Mastigophora e i Sarcodini.
Il termine Mastigophora significa portatore di flagello; e infatti è il flagello la principale caratteristica che distingue quest'organismo. Il flagello si innesta anteriormente in una tasca a livello di un blefaroblasto e ha funzione locomotoria (traina l'animale) e di raccolta del cibo (creando correnti che favoriscono l'assunzione del cibo da parte dell'organismo).